# (1479) Inkeri
(1479) Inkeri ist ein Asteroid des Hauptgürtels, der am 16. Februar 1938 von dem finnischen Astronomen Yrjö Väisälä in Turku entdeckt wurde.
Benannt ist der Asteroid nach einer Nichte und einer Enkelin des Entdeckers sowie in Anlehnung an die vorzeitliche finnische Region Ingermanland.